# Церковь Николая Чудотворца (Тельшяй)
Церковь Николая Чудотворца в Тельшяй (лит. Telšių Šv. Nikolajaus Stebukladario cerkvė) — приходской храм Клайпедского благочиния  Виленской и Литовской епархии в городе Тельшяй. Храм, благодаря необычному для церковного зодчества архитектурному решению, является охраняемым государством объектом культурного наследия регионального значения и включён в Регистр культурных ценностей Литовской Республики (код 22686). 

## История
Православная община образовалась в Тельшяй в 1840 году и, не имея собственного храма, проводила богослужения в арендуемом доме. Первая православная церковь в Тельшяй была построена по инициативе виленского генерал-губернатора М. Н. Муравьёва в 1864—1867 годах на месте разрушенного костёла и уничтоженного городского кладбища на Вильнюсском холме. Недовольные местные жители обратились к царю с петицией, однако ничего не добились. Спустя более 70 лет, в 1932 году, решением Верховного трибунала Литовской Республики здание православной церкви было передано католикам.
В 1935 году православная община, получив компенсацию за утраченное здание, приобрела участок в северной части города и наняла жившего в Каунасе архитектора Всеволода Копылова для строительства новой церкви. Строительство было завершено в 1938 году, и новое здание освящено в мае 1939 года. 

После Второй мировой войны советскими органами власти храм официально зарегистрирован в 1948 году. В конце 1980-х в храме служил молодой иеромонах Иларион (Алфеев), будущий митрополит.

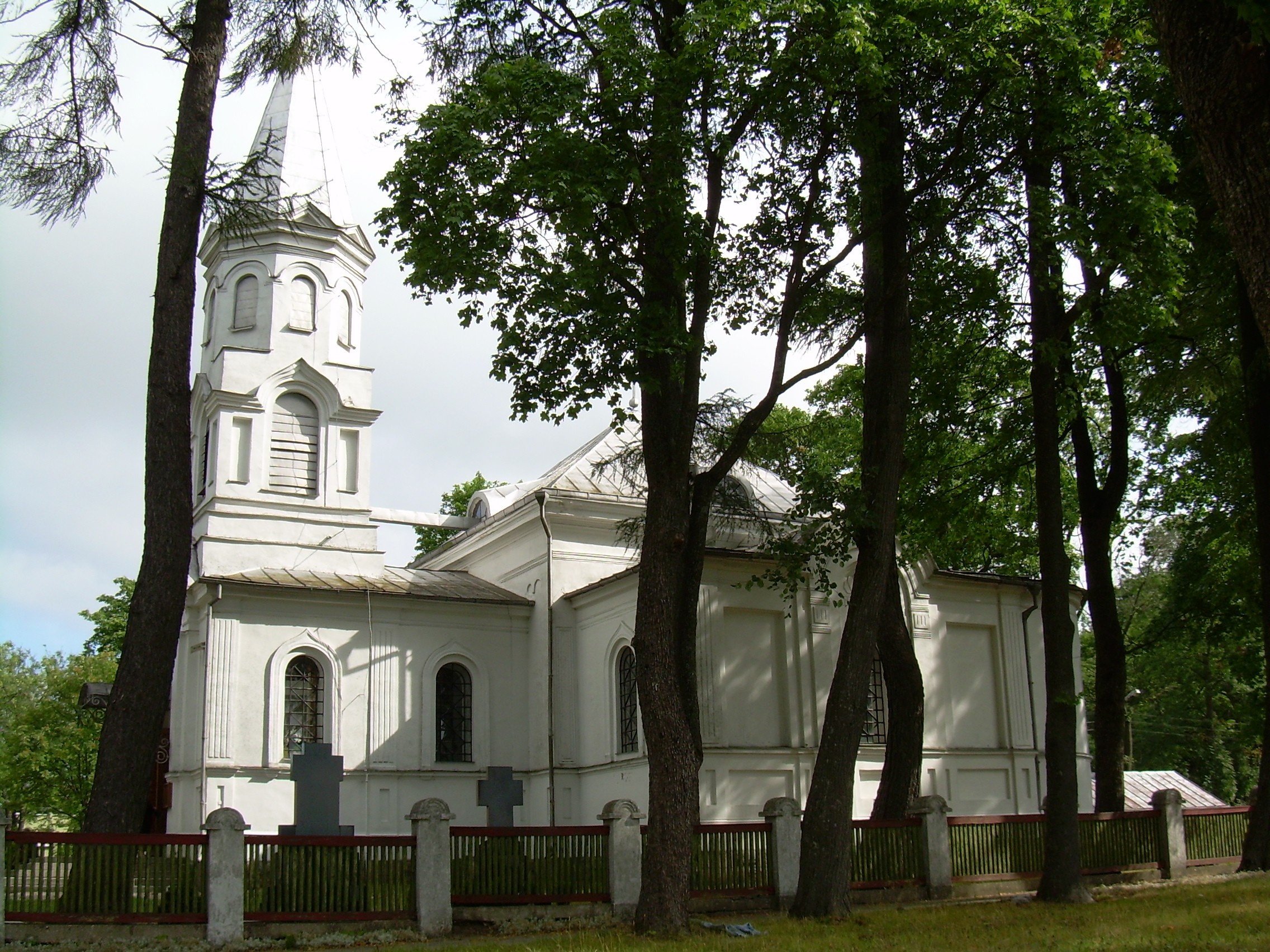
Прежнее здание церкви, переданное католической общине

## Архитектура
Новое здание церкви возведено из камня и кирпича в стиле кубизм. Архитектурное решение связывают с обучением автора проекта Всеволода Копылова в Праге, где он в 1933 году закончил Политехнический институт — один из центров этого архитектурного стиля в Европе. Церковь — один из немногих архитектурных объектов в стиле кубизма в Литве, а использование этого стиля в здании религиозного назначения является уникальным.
Основа плановой структуры храма — пространство в виде куба объемом 1000 м³, увенчанное луковичным куполом и опоясанное характерным для кубического стиля ломаным карнизом. Из старой церкви XIX века в неё перенесён трёхъярусный иконостас.

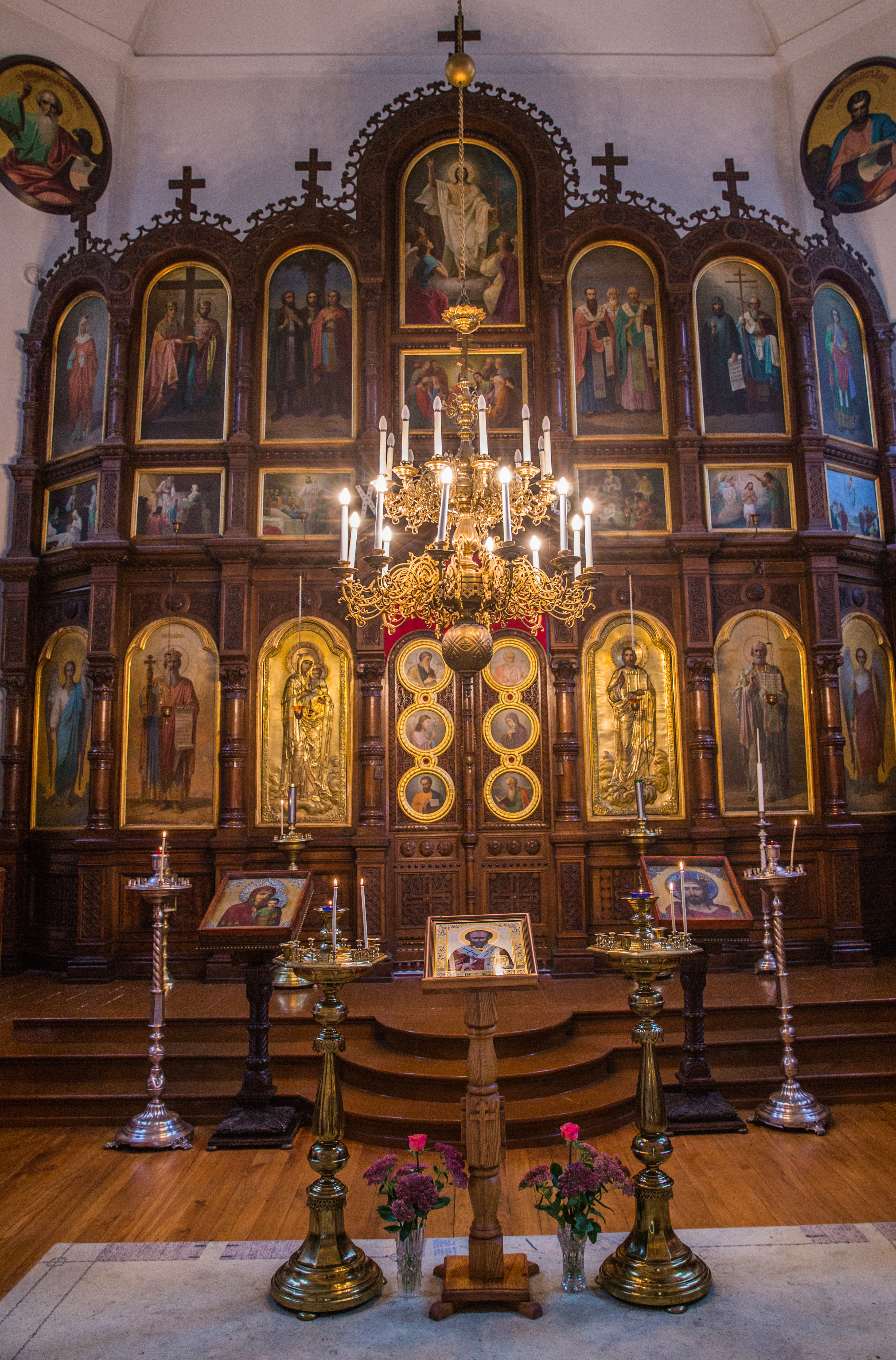
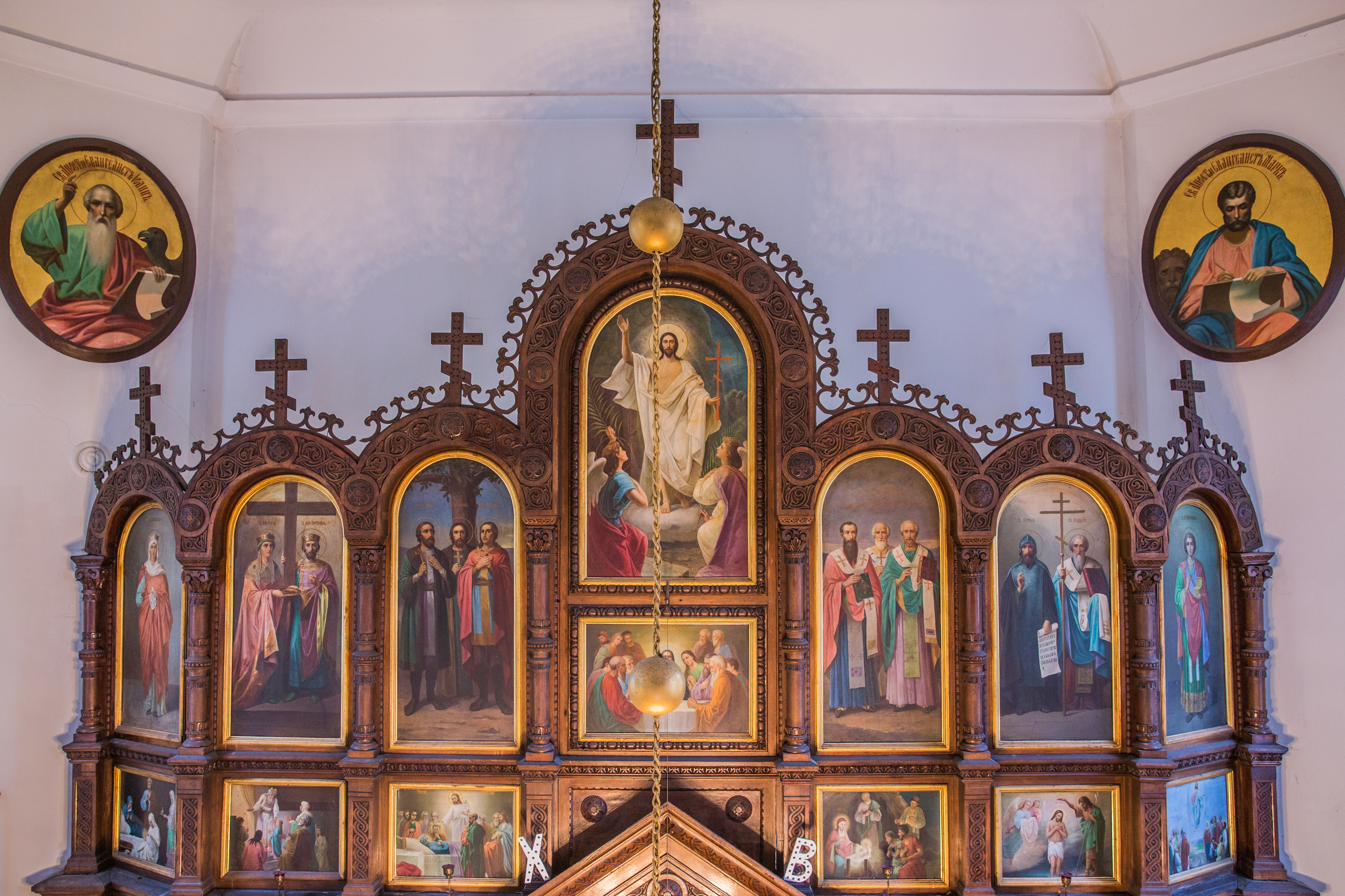
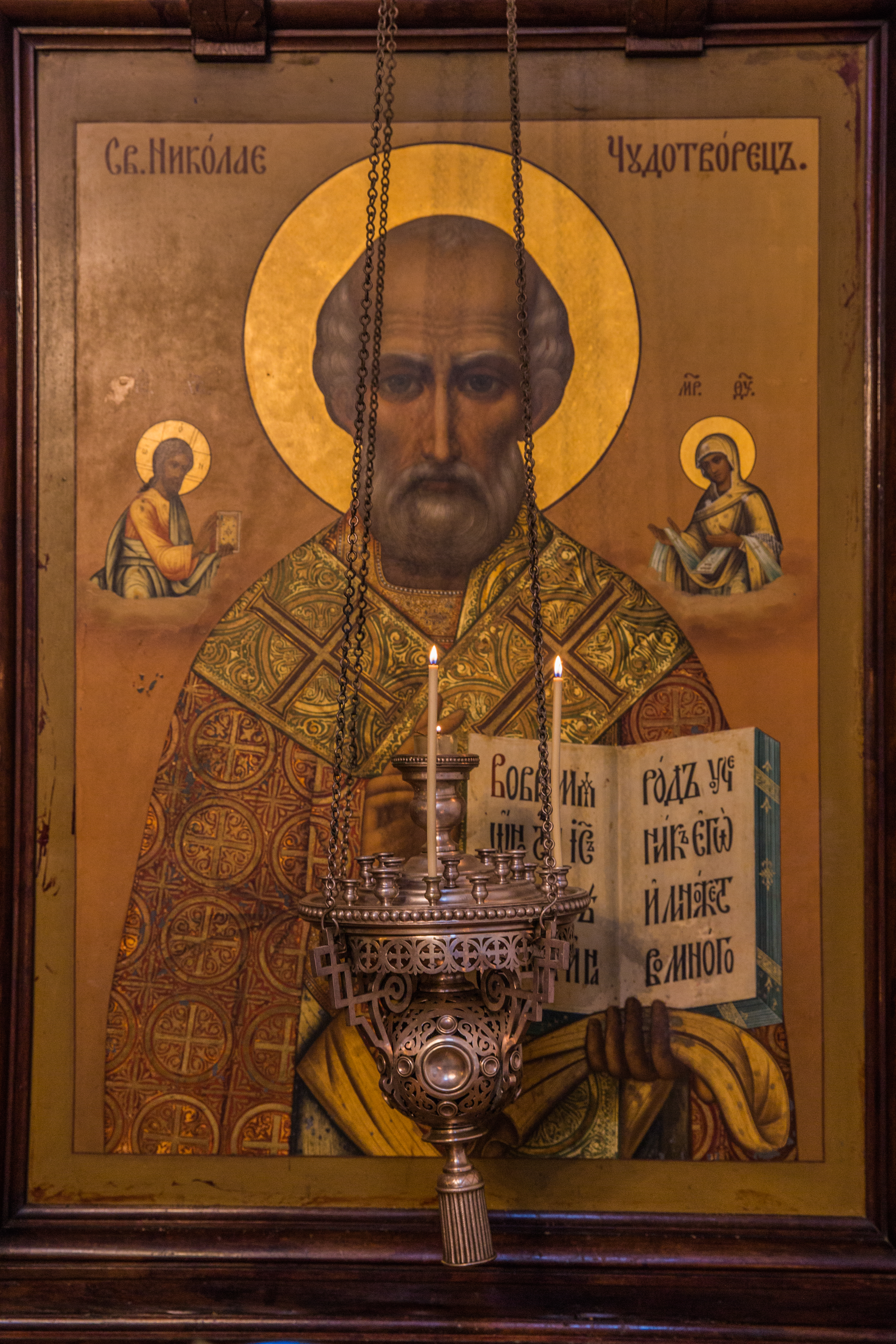